# Spyker (automerk)

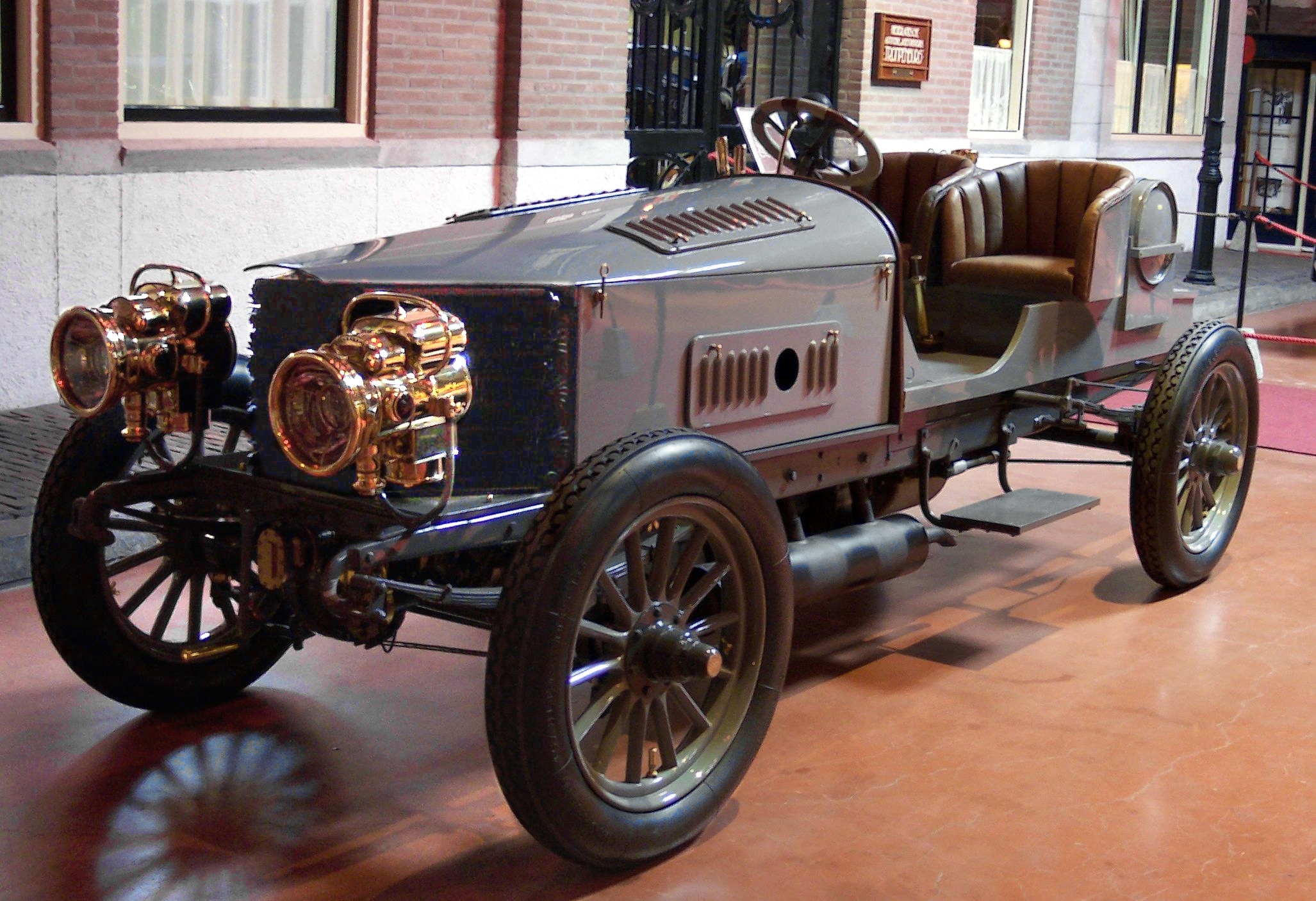
Spyker 60 H.P. 1903

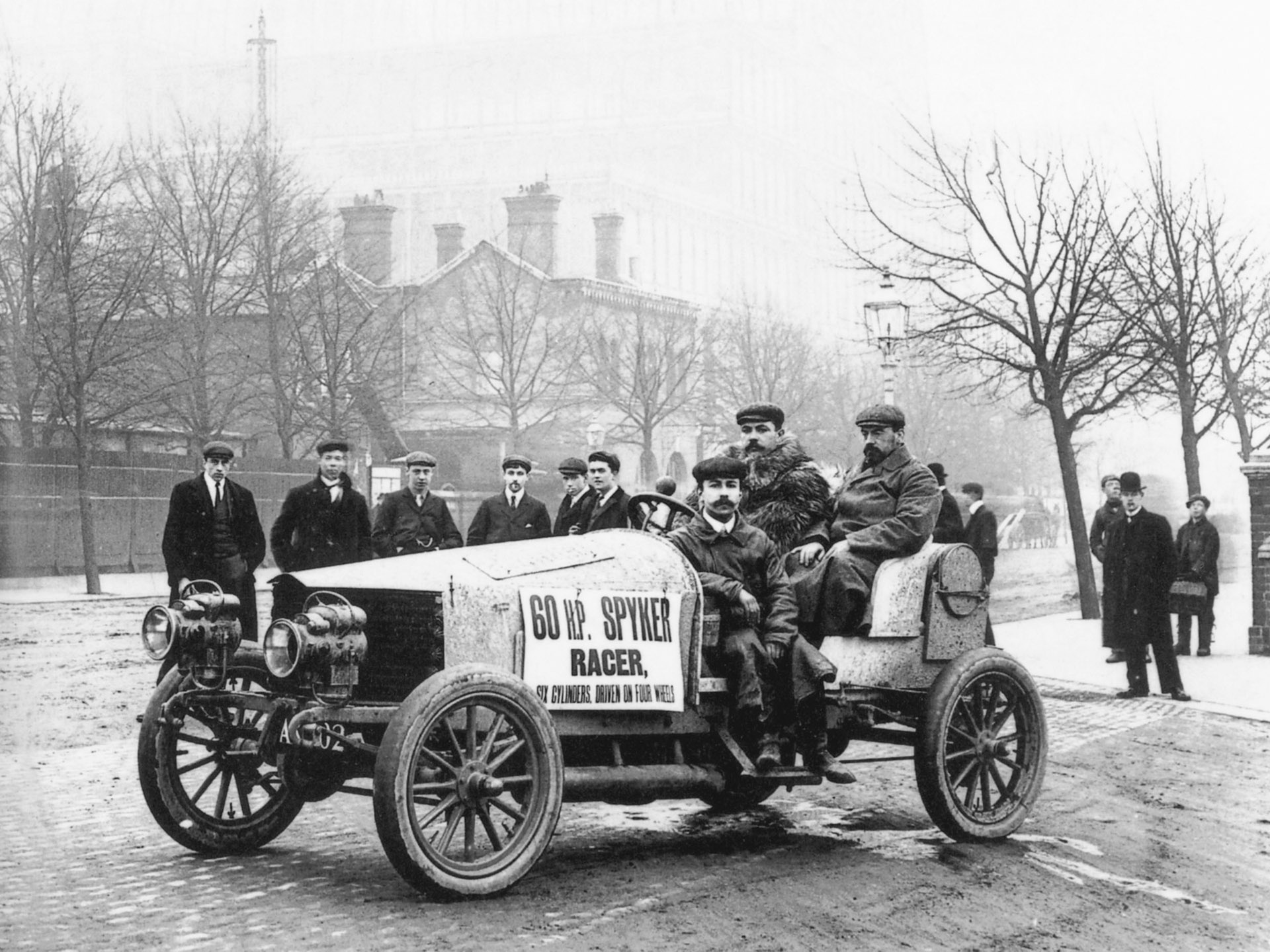
Oude foto van de Spyker 60 H.P.

Spyker was het merk van een Nederlandse automobielfabriek die begin 20e eeuw internationaal doorbrak, maar in 1926 werd opgeheven. De merknaam werd in 1999 geregistreerd, en onder deze naam werden sinds 2000 exclusieve sportwagens gebouwd; zie Spyker Cars.

## Spyker-Trompenburg
Spyker (aanvankelijk Spijker) werd in 1880 gesticht door de Hilversumse smeden Hendrik-Jan en Jacobus Spijker. De smedenfamilie Spijker was al langer actief als producent van landbouwwerktuigen als ploegen en kookfornuizen. De gebroeders Spijker startten als rijtuigenfabriek. Ze waren hiermee zeer succesvol en verplaatsten hun bedrijf in 1886 naar Amsterdam waar in 1889 50 arbeiders werkzaam waren. De daar opgerichte N.V. Rijtuigfabriek v/h Gebr. Spijker bouwde tussen 1897 en 1898 de Gouden Koets, een geschenk van de bevolking van Amsterdam voor de inhuldiging van koningin Wilhelmina.
In 1898 kochten de gebroeders Spijker een auto van de Duitse firma Benz, en een jaar later kregen ze toestemming om de Benz in licentie te gaan assembleren onder de naam Spijker-Benz. Hiervoor werd aan de Amsteldijk een nieuwe fabriek gebouwd, inclusief arbeiderswoningen, op de plaats van de vroegere hofstede Trompenburg, die in 1828 was gesloopt. De naam van het bedrijf werd N.V. Industriële Maatschappij Trompenburg. In 1899 volgde nog de bouw van twee werkplaatsen en een aanlegsteiger.
De eerste eigen auto van Spyker verscheen in 1900. Het was een 4-persoons voiturette met een liggende, luchtgekoelde 2-cilindermotor van naar keuze 2 of 5 pk, en hij had een vooruitstrevende constructie met een cardanas en een achterasconstructie met pignon en kroonwiel. Heel positief was de ontvangst niet, getuige de opmerking naar aanleiding van de inzending van 3 onderstellen met 2-cilindermotor op de RAI in 1902: "Daar nog geen zelfbeweger dezer firma bewezen heeft goed te zijn, zoo zal de tijd moeten leeren of haar system voldoet."
In 1903 werd de merknaam Spijker veranderd in het meer internationaal ogende Spyker. In datzelfde jaar bouwde Spyker de eerste zescilinder auto ter wereld. Het was ook de eerste auto met permanente vierwielaandrijving en remmen op alle wielen. Hendrik-Jan Spijker wist er in 1906 bij een heuvelklim in Engeland als eerste de top mee te bereiken. De auto bestaat nog en is te zien in het Louwman Museum te Den Haag.

## Verder zonder de gebroeders
Op 21 februari 1907 kwam Hendrik-Jan Spijker om bij de scheepsramp met SS Berlin, waarna Jacobus Spijker zich uit het bedrijf terugtrok. In de zomer van 1907 nam een Spyker deel aan de rally Peking-Parijs, en finishte als tweede. De Industriële Maatschappij Trompenburg ging in 1908 failliet, maar het bedrijf maakte een doorstart met professionals in de leiding: ir. J. Bienfait en E J. Langelaan. Meer bijzondere auto’s werden gebouwd: ambulances, en een taximodel, dat in samenwerking met Scotland Yard was ontworpen voor Londen. Voor Koningin Wilhelmina werd de eerste hofauto gebouwd, uitgevoerd met verstelbare banken en vloerverwarming. Nadien bleef Spyker hofleverancier voor auto's. Ook volgden Saurer-Spijker vrachtwagens en legerauto's.

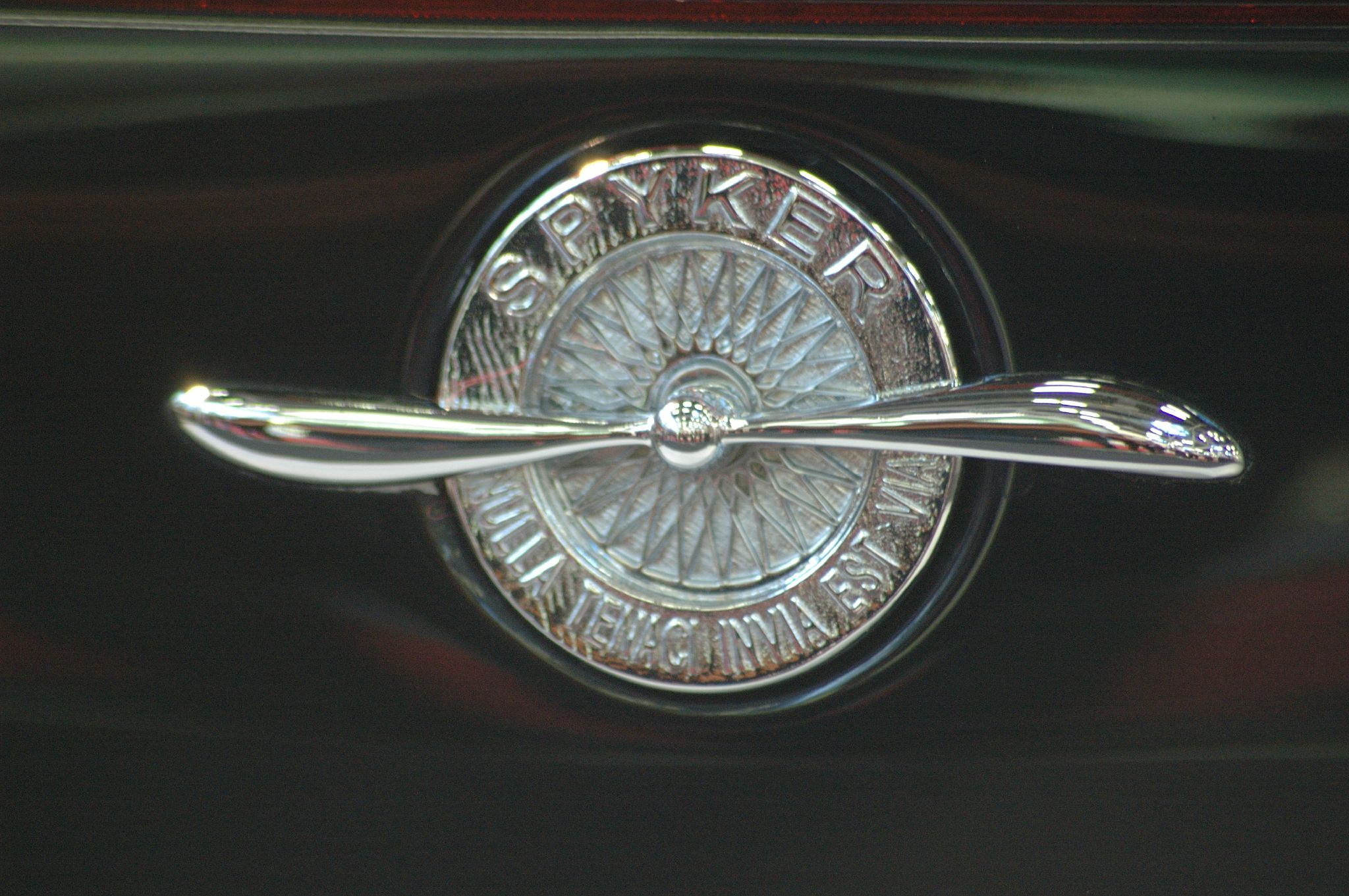
Het spyker-logo

In 1915 werd het bedrijf weer verkocht. Er kwam een nieuwe directeur, de vliegenier Henri Wijnmalen, die Trompenburg tot 1922 zou leiden. De naam werd: Nederlandsche Automobiel- en Vliegtuigfabriek "Trompenburg". Het motto werd Nulla tenaci invia est via ('Voor de volhouder is geen weg onbegaanbaar'), en als logo werd een combinatie van een spaakwiel en een vliegtuigpropeller gekozen. Doordat de Eerste Wereldoorlog was uitgebroken was de vraag naar auto's ingezakt. Onder de naam Spyker werden nu ook vliegtuigen gebouwd. Diverse typen werden geleverd aan de Luchtvaartafdeeling en de Marine Luchtvaartdienst. In totaal werden tussen 1914 en 1918 bijna 100 gevechtsvliegtuigen en 200 vliegtuigmotoren geproduceerd.

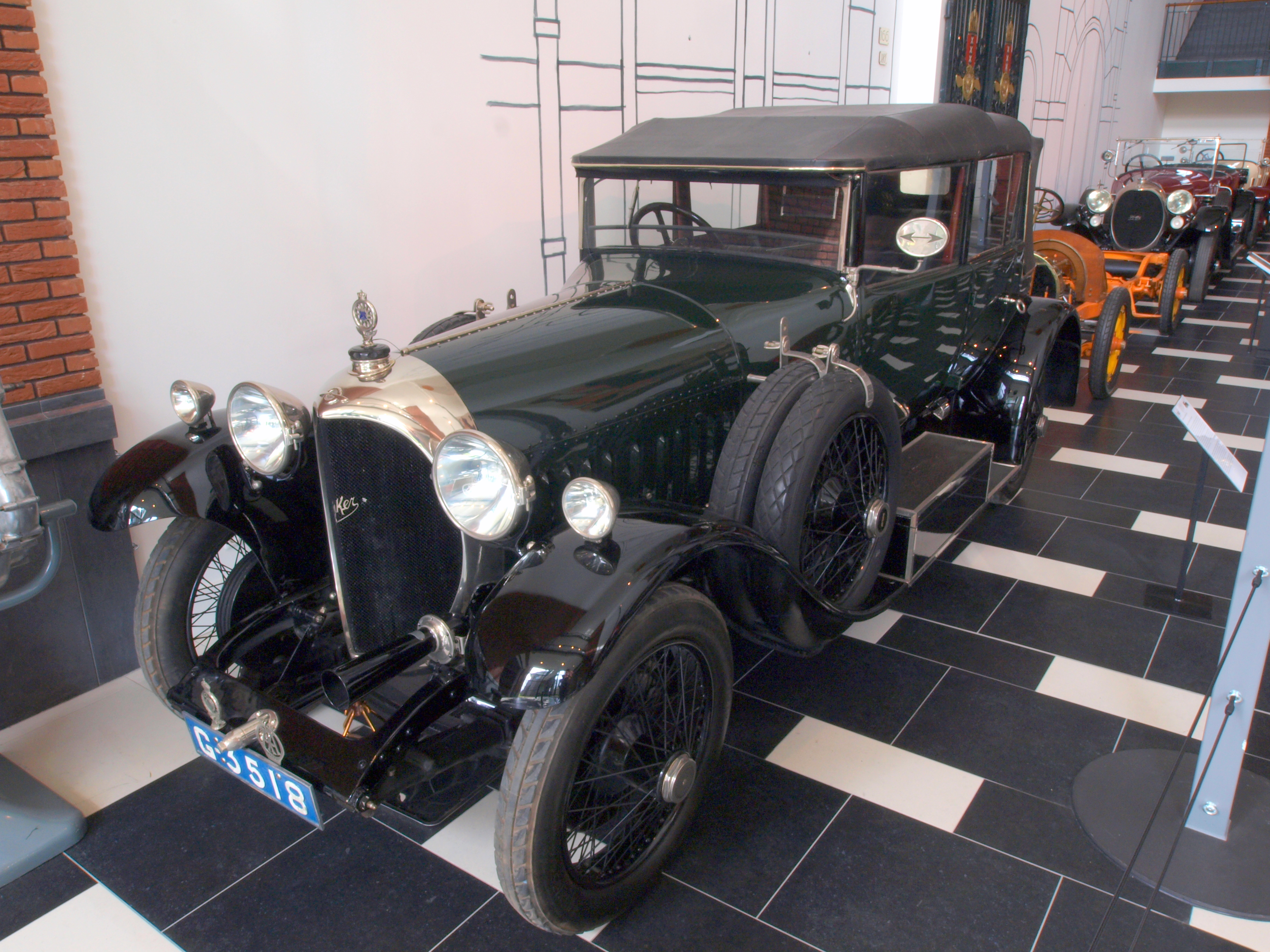
Spyker C4 met gesloten kap uit 1924, in het Louwman-museum.

Op 6 juli 1922 ging Trompenburg opnieuw failliet. Later dat jaar volgde een tweede doorstart. Het bedrijf kon echter in de concurrentie door Amerikaanse fabrikanten niet goed meekomen, en de verkoop van het laatste topmodel, de Spyker C4, viel erg tegen. De Spyker C4 was uitgerust met een zescilinder Maybach-motor, en verwierf faam in het Verenigd Koninkrijk als de 'Rolls-Royce van het continent'. Deze auto vestigde in 1922 ook nog een 24-uurs snelheidsrecord met een gemiddelde van 119 km/uur.
In 1925 werd de productie gestaakt, en op 26 mei 1926 viel het doek definitief; de inventaris werd geveild en de gebouwen werden verkocht aan een papierfabrikant. Het bedrijf had in totaal zo'n 1500 auto's geproduceerd en had meer dan 100 octrooien op zijn naam staan.
De gebouwen aan de Amsteldijk werden in augustus 1993 gesloopt. Een deel van het hekwerk bevindt zich in het Louwman Museum. Hier zijn ook diverse Spykers te zien, waaronder een tweezitter uit 1912 die Marten Toonder zou hebben geïnspireerd tot de Oude Schicht van Olivier B. Bommel.

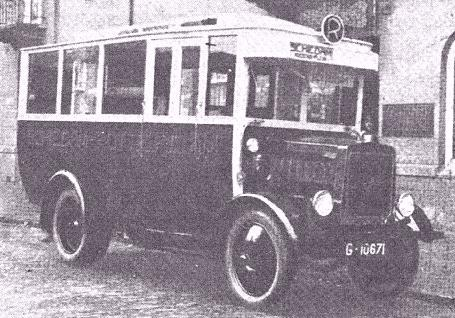
Spyker C2 autobus

Naast auto's werden er vanaf 1920 ook vrachtauto's en bussen geproduceerd.

## Sportieve successen en recordpogingen
Spyker heeft diverse sportieve prestaties en records neergezet. Vooral in de jaren twintig had Spyker een omvangrijk en ambitieus programma, dat ingegeven werd door de aviateurs Henri Wijnmalen en Frits Koolhoven, die daarmee wedijverden met hun vrienden bij de pas opgerichte KLM.

#### Peking-Parijs
Een 25 pk Spyker deed tussen juni en augustus 1907 mee aan de rally Peking-Parijs. Achter het stuur zat de Fransman Charles Godard, die de auto tot ongenoegen van Spyker in de kleuren van de Franse vlag schilderde. Slechts vijf auto's gingen in Peking van start, waarvan de driewielige Contal niet verder kwam dan de Gobiwoestijn. De andere auto's, een 40 pk Itala van prins Scipione Borghese, twee 10 pk's De Dion-Bouton's en de Spyker, zouden gezamenlijk naar Parijs rijden. Borghese brak die belofte en reed alleen verder. De andere auto's kwamen wel samen in Parijs aan.

#### Tenax
Op 27 november 1920 begon een Spyker C4 aan een non-stop rit van Nijmegen naar Sittard en terug: een afstand van 119,3 km. Het wereldafstandsrecord stond destijds op 24.000 km die met een Rolls-Royce waren afgelegd op het traject Londen-Edinburgh vice-versa, met een gemiddelde snelheid van 32 km/u. De Spyker, die Tenax werd gedoopt (Latijn voor 'taai'), legde in 36 etmalen een afstand van 30.000 km af, met een gemiddelde van 35 km/u. De laatste rit, op 2 januari 1921, vond onder grote publieke belangstelling plaats. Zowel de afstand als de tijdsduur waren wereldrecords. Tenax was de allereerst geproduceerde C4. Ironisch genoeg volgde directeur Wijnmalen de prestaties van Tenax vanuit een Rolls-Royce.

#### Parijs-Den Haag
Op 18 juli 1921 reed Frits Koolhoven de vijfhonderd kilometer van Parijs naar Den Haag in acht uur en 26 minuten. Koolhoven verbrak daarmee het record van directeur P.J. Adrian van de Haagsche Automobielmaatschappij met één uur en 22 minuten, hoewel mecanicien Kees van de Brink een half uur aan de benzinepomp moest sleutelen en zeven banden verwisselde.

#### La Turbie
In maart 1922 won Hugo baron van Pallandt met een Spyker C4 de heuvelklim van Mont La Turbie bij Monte Carlo. Met een gemiddelde snelheid van 45 km/u legde hij het parcours in een tijd van elf minuten af.

#### Brooklands
Op 19 en 20 juli 1922 vestigde de Australische autocoureur en eigenaar van de AC-autofabriek, S.F. Edge, een nieuw double twelve-hour record op de Brooklands-renbaan in Engeland met een gestroomlijnde Spyker C4. Het was in 1922 niet meer toegestaan om ook 's nachts op Brooklands te rijden, zodat recordpogingen in twee keer twaalf uur werden verreden. Edge legde in die 24 uren met de Spyker in totaal 1.782 mijl (2.867,2 km) af met een gemiddelde snelheid van 119,5 km/u. Met de recordpoging werden behalve het double twelve-hour record tevens twintig andere records gebroken. Edge wilde met de recordpoging aantonen dat het mogelijk was om in 1922 met een normale productie-auto records te breken waar vroeger speciale race-auto's voor nodig waren. Edge was een voormalig Napier-fabriekscoureur en had in 1907 op dezelfde baan een 24-uurs record gevestigd met een Napier.

## Belangrijke modellen
- Spyker 60HP
- Spyker C4

## Belangrijke medewerkers
- Hendrik-Jan Spijker
- Jacobus Spijker
- Albert Gillis von Baumhauer
- Henri Wijnmalen
- Frits Koolhoven
- Joseph Valentin Laviolette

## Film
In de film Genevieve uit 1953 speelt een Spyker 12/16hp 'Double Phaeton' een hoofdrol naast een Darracq ("Genevieve"), die beiden deelnemen aan de London to Brighton Veteran Car Run. De film zorgde voor een opleving van het koesteren van oude auto's. Beide auto's staan in het Louwman Museum.